# 靳民生
靳民生（1922年—），河南清丰人，中华人民共和国政治人物、外交官。1941年加入中国共产党。

## 生平
1938年，参加革命工作。1954年，调入外交部苏联东欧司工作，赴外交学院学习。1957年起，先后在驻朝鲜大使馆、外交部非洲司、驻毛里塔尼亚大使馆任职。1970年代，任驻突尼斯大使馆政务参赞和驻马达加斯加大使馆政务参赞。1980年，任外交部非洲司副司长。1982年5月，出任中华人民共和国驻多哥大使。1985年6月，自驻多哥大使离任。